# Предраг Лалевић
Предраг Лалевић (Пећ, 15. август 1927  — Београд, 26. март 2019) био је доктор медицинских наука и универзитетски професор. Пуних 16 година био је лични лекар Јосипа Броза Тита од 1964. до његове смрти 1980. године.

## Биографија
Рођен је 15. августа 1927. године у Пећи. Студије медицине је уписао 1945. године у Београду. По завршетку студија, распоређен на хируршком одељењу болнице Др Драгиша Мишовић и тада добија понуду да специјализира анестезиологију. У то време, у нашим болницама анестезију су давали болничари, у најбољем случају лекарски помоћници. Заслуге за усмерење према позиву лекара анестезиолога др Лалевић, дугује свом ментору на хирургији др Исидору Папу. Почетком 1953. године започео специјализацију и остао у анестезиологији 40 година. Након годину дана проведених у Главној војној болници, 1954. године др Лалевић као стипендиста Светске здравствене организације, годину дана је боравио у Школи анестезије при Универзитету у Копенхагену. По повратку у Београд, 1955. године је положио специјалистички испит као први цивилни специјалиста анестезиолог. Врло брзо одлази на последипломске усавршавање на „Мејо клинику” у Америци. Од 1956. године др Лалевић се изборио за оснивање самосталног Одсека при својој матичној клиници. Доласком првих ђака медицине, 1957. године, увео је редовну семинарску наставу, тако да је у болници Др Драгиша Мишовић почела са радом прва југословенска школа анестезије. 1969. Одсек за анестезију је прерастао у Одељење за анестезију и реанимацију а 1978. је основан Институт за анестезиологију и реаниматологију Клиничке болнице Др Драгиша Мишовић, да би 1988. године у истој болници била основана прва Клиника за анестезиологију и реанимацију у Србији. До 1993. године, кроз Лалевићеву школу анестезије прошло је 550 анестезиолога из читаве бивше Југославије.
Преминуо је 26. марта 2019. године у Београду, у 92. години. Сахрањен је у Алеји заслужних грађана на београдском Новом гробљу.

### Титов лични лекар
Маја 1964, док је водио одељење у својој матичној болници, Лалевића је затекао позив да се јави у Кабинет председника републике, где му је саопштено да је изабран у председников лекарски тим. Након тога састао се с ађутантом председника, генералом Луком Божовићем, који му је саопштио правила којих се морао придржавати док је радио при кабинету председника. Током његовог боравка у председниковом лекарском тиму, само два пута др Лалевић је значајније морао да реагује. Први пут је то било 1964. године у Египту. Тада се Јосип Броз Тито отровао храном и други пут када је имао упалу плућа 1965. године у Бугарској. Био је најмлађи члан лекарске конзилије, која је лечила Тита од 2. јануара до 4. маја 1980. године.

## Награде и признања
Професор Лалевић је од 1960. године био члан, а од 1976. председник Комисије за полагање специјалистичког испита из анестезиологије и реаниматологије, пред којом је испит полагало 700 лекара из читаве Југославије. У звање доцента Медицинског факултета изабран 1966, за ванредног професора 1973, а редовног професора 1978. године. Један је од оснивача Секције за анестезиологију и реаниматологију Српског лекарског друштва, и био њен први секретар, а касније у више мандата и њен председник.
Одликован је са 30 домаћих и иностраних ордена, међу којима се истичу: Орден заслуга за народ са сребрним зрацима, Орден за заслуге према Републици Италији, Орден Излазећег сунца, Орден Леополда, Орден Светог Олафа, Орден Астечког орла и многи други.